# Омар Кампос
Омар Антоніо Кампос Чагойя (ісп. Omar Antonio Campos Chagoya, нар. 20 липня 2002, Мехіко, Мексика) — мексиканський футболіст, фланговий захисник клубу МЛС «Лос-Анджелес» та національної збірної Мексики.

## Ігрова кар'єра

### Клубна
Омар Кампос є вихованцем футбольної академії клубу «Сантос Лагуна», де він грав у молодіжній команді з 2016 року. На дорослому рівні футболіст дебютував 17 січня 2021 року у матчі чемпіонату Мексики проти «УАНЛ Тігрес».
З наступного сезону у складі своєї команди Кампос брав участь у матчах Ліги чемпіонів КОНКАКАФ. За чотири сезони в команді Кампос провів понад сто матчів.
30 січня 2024 року Кампос перейшов до клубу МЛС «Лос-Анджелес», з яким підписав контракт до 2027 року. Першу гру в новій команді зіграв вже в першому турі нового сезону МЛС 24 лютого 2024 року проти «Сіетл Саундерз».

### Збірна
Перший виклик до національної збірної Мексики Омар Кампос отримав у грудні 2021 року на товариський матч проти Чилі. Але того разу на поле він так і не вийшов. Дебют футболіста у збірній відбувся через два роки - у грудні 2023 року у товариському матчі проти збірної Колумбії.

## Титули і досягнення
- Переможець Кубка чемпіонів КОНКАКАФ (1):

«Крус Асуль»: 2025